# Argas
Argas är ett släkte av fästingar. Argas ingår i familjen mjuka fästingar.

## Dottertaxa tillArgas, i alfabetisk ordning[1]
- Argas abdussalami
- Argas acinus
- Argas africolumbae
- Argas arboreus
- Argas assimilis
- Argas beijingensis
- Argas beklemischevi
- Argas brevipes
- Argas brumpti
- Argas bureschi
- Argas canestrinii
- Argas cooleyi
- Argas cucumerinus
- Argas dalei
- Argas delanoei
- Argas dulus
- Argas eboris
- Argas echinops
- Argas falco
- Argas foleyi
- Argas giganteus
- Argas gilcolladoi
- Argas hermanni
- Argas himalayensis
- Argas hoogstraali
- Argas japonicus
- Argas keiransi
- Argas lagenoplastis
- Argas lahorensis
- Argas latus
- Argas lowryae
- Argas macrostigmatus
- Argas magnus
- Argas miniatus
- Argas monachus
- Argas monolakensis
- Argas moreli
- Argas neghmei
- Argas nullarborensis
- Argas peringueyi
- Argas persicus
- Argas peusi
- Argas polonicus
- Argas radiatus
- Argas reflexus
- Argas ricei
- Argas robertsi
- Argas sanchezi
- Argas streptopelia
- Argas striatus
- Argas theilerae
- Argas transgariepinus
- Argas tridentatus
- Argas walkerae
- Argas vansomereni
- Argas vulgaris
- Argas zumpti